# 中島プロダクト
株式会社中島プロダクト（なかじまプロダクト）は、ゴルフ場向け小物用品の製造及び販売を行っている企業である。
代表的な商品はゴルフ場に備え付けのロゴ入りの画鋲型プラスチック製ボールマーカー・スコアカード記入用の使い捨てタイプのスコア鉛筆・スコアカードホルダーなど。
スコア鉛筆は公営競技場の投票券記入用としても広く利用されている。また、スコアカードホルダーでも国内ゴルフ場で高いシェアを持っている。

## 沿革
- 1983年 -大阪府東大阪市にて創業。
- 1988年 -大阪府八尾市に製造工場稼動。
- 1988年 -資本金4,500万円へ増資。
- 1997年 -大阪府東大阪市菱江へ本社及び工場を移転。

## 主な商品
- スコア鉛筆
- ボールマーカー
- グリーンフォーク
- スコアカードホルダー

| スタブアイコン | サブスタブ | この項目は、まだ閲覧者の調べものの参照としては役立たない、企業に関連した書きかけの項目です。この項目を加筆・訂正などしてくださる協力者を求めています（PJ:経済）。 |